# Volksgericht (Bayern)
Die Volksgerichte (nicht zu verwechseln mit dem Volksgerichtshof im Nationalsozialismus) waren Sondergerichte, die im November 1918 in der Folge der Novemberrevolution in Bayern unter Kurt Eisner für die beschleunigte Aburteilung schwerer Straftaten eingerichtet wurden.
Nach der Niederschlagung der Münchner Räterepublik durch württembergische Verbände, Einheiten der neuformierten Vorläufigen Reichswehr und bayerische Freikorps wurden die Volksgerichte zunächst von der Regierung unter dem sozialdemokratischen Ministerpräsidenten Johannes Hoffmann durch ein Gesetz bestätigt. Sie waren mit zwei Berufsrichtern und drei Laien besetzt, zur Verurteilung waren vier Stimmen erforderlich. Kam diese Mehrheit nicht zustande, dann war das Verfahren an die ordentliche Gerichtsbarkeit zu verweisen.

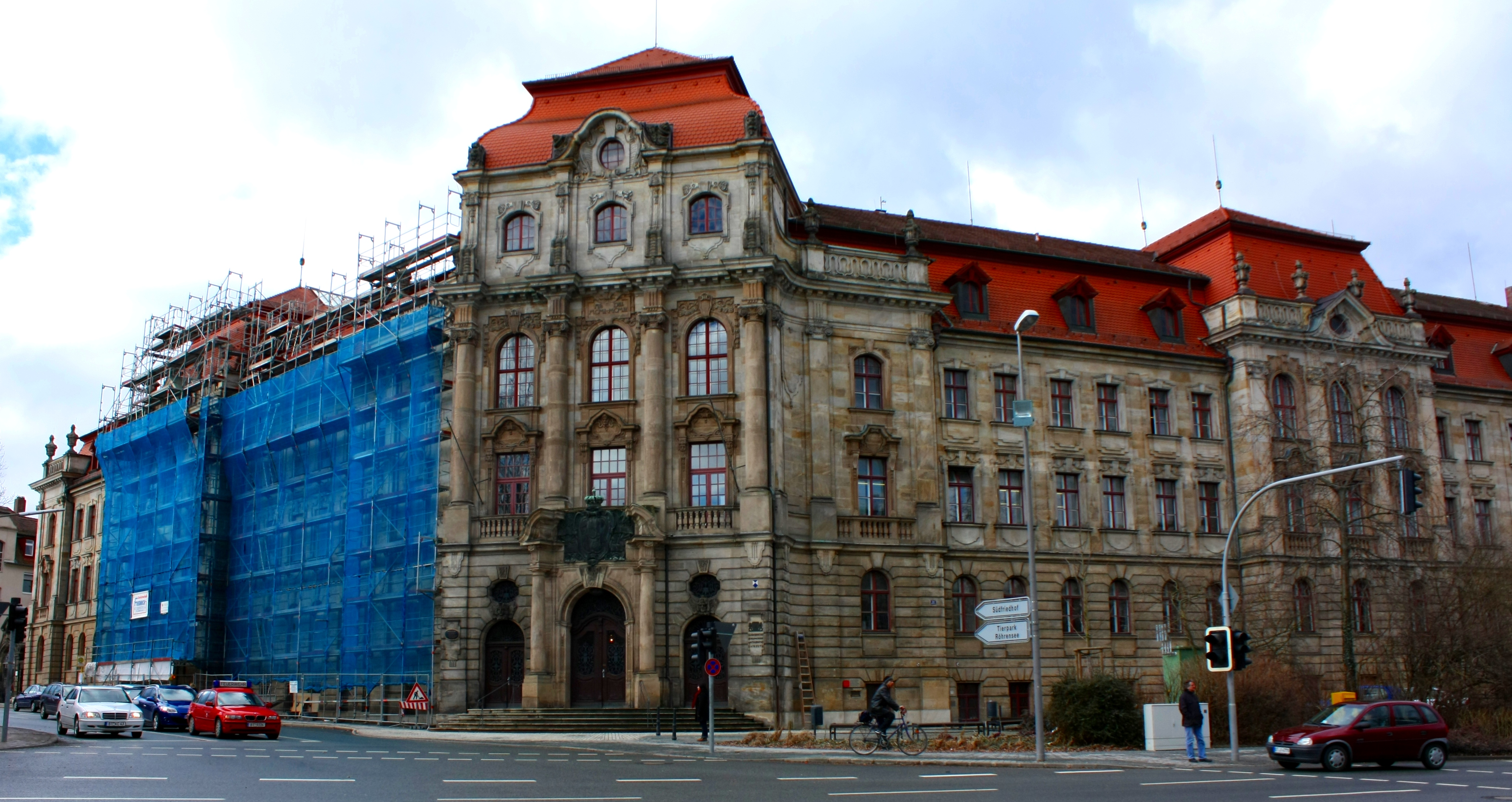
Justizpalast Bayreuth – Verhandlungsort des Speckputsches

Im Mai 1919 hatten sich 56 Teilnehmer des „Speckputsches“ vor dem zu diesem Zweck eigens eingerichteten Volksgericht in Bayreuth zu verantworten. Im März 1920 stürzte Gustav von Kahr – einziger Erfolg der Kapp-Putschisten – die Hoffmann-Regierung und ersetzte sie durch ein rechtsnationalistisches Regime unter eigener Leitung. 
Sowohl das Kabinett Kahr, als auch die folgenden konservativen Regierungen, übernahmen die Volksgerichte. Diese neigten später bei politischen Straftaten zu Einseitigkeit. So wurde Hitler für seinen gescheiterten rechtsnationalistischen Putschversuch vom Volksgericht München I nur zu Festungshaft verurteilt, die als „ehrenhaft“ galt, während Kommunisten und ehemalige Räterepublikaner die volle Härte der Justiz zu spüren bekamen. Dies wurde während der Weimarer Republik und danach auf der linken Seite des politischen Spektrums als Klassenjustiz wahrgenommen und kritisiert.
Im Mai 1924 wurden die bayerischen Volksgerichte aufgelöst, nachdem sie insgesamt ca. 31.000 Urteile gefällt hatten. Die bayerischen Sondergerichte werden heutzutage als eindeutig verfassungswidrig bewertet, da sie gegen die Weimarer Reichsverfassung verstießen.